# Конопасов, Георгий Николаевич
Георгий Николаевич Конопасов — советский государственный деятель, председатель Челябинского Исполнительного комитета в 1952—1958 годах.
Трудовую деятельность начал в 1924 году подручным слесаря в депо станции Нижний Новгород. По окончании Горьковского механико-машиностроительного института назначен инженером на завод «Красное Сормово». В 1933-1941 годах работал на заводах Горького (ныне Нижний Новгород), Коломны, Красноярска. В 1942 году направлен на Усть-Катавский вагоностроительный завод имени С. М. Кирова. В должности заместителя директора по металлургии проработал до 1946 года и был назначен директором Челябинского завода дорожно-строительных машин.
В 1950 года утвержден заместителем председателя Челябгорисполкома, а в 1952 году избран его председателем. В этой должности проработал до августа 1958 года, когда бюро Челябинского обкома КПСС утвердило его руководителем группы контролеров комиссии советского контроля Советом Министров РСФСР.
Награждён орденом Трудового Красного Знамени и орденом Красной Звезды.